# (4368) Pillmore
(4368) Pillmore es un asteroide perteneciente al cinturón de asteroides, descubierto el 5 de mayo de 1981 por Carolyn Shoemaker desde el Observatorio del Monte Palomar, Estados Unidos.

## Designación y nombre
Designado provisionalmente como 1981 JC2. Fue nombrado Pillmore en honor al geólogo estadounidense Charles L. "Chuck" Pillmore.

## Características orbitales
Pillmore está situado a una distancia media del Sol de 3,185 ua, pudiendo alejarse hasta 3,254 ua y acercarse hasta 3,117 ua. Su excentricidad es 0,021 y la inclinación orbital 20,91 grados. Emplea 2076 días en completar una órbita alrededor del Sol.

## Características físicas
La magnitud absoluta de Pillmore es 11,5. Tiene 21,82 km de diámetro y su albedo se estima en 0,08.